# キライディティ症候群
キライディティ症候群（キライディティしょうこうぐん、英: Chilaiditi syndrome）とは、肝臓と右横隔膜間に消化管（多くは結腸）が陥入した状態のこと。
キライジチ症候群、肝横隔膜間結腸嵌入症、結腸横隔膜症候群とも呼ばれる。
1910年にギリシアの放射線科医のDemetrius Chilaiditiによって初めて報告された。

## 症状
特異的な症状はない。多くは無症状で、時に腹部膨満、慢性便秘、腹痛、呼吸困難、胸痛などを呈するとされる。

## 治療
無症状の場合は経過観察でよい。腸閉塞をきたしたものや小腸が嵌入したものは手術適応とされる。大腸が嵌入し、症状が乏しく一過性のものは相対的手術適応とされる。